# Llajua

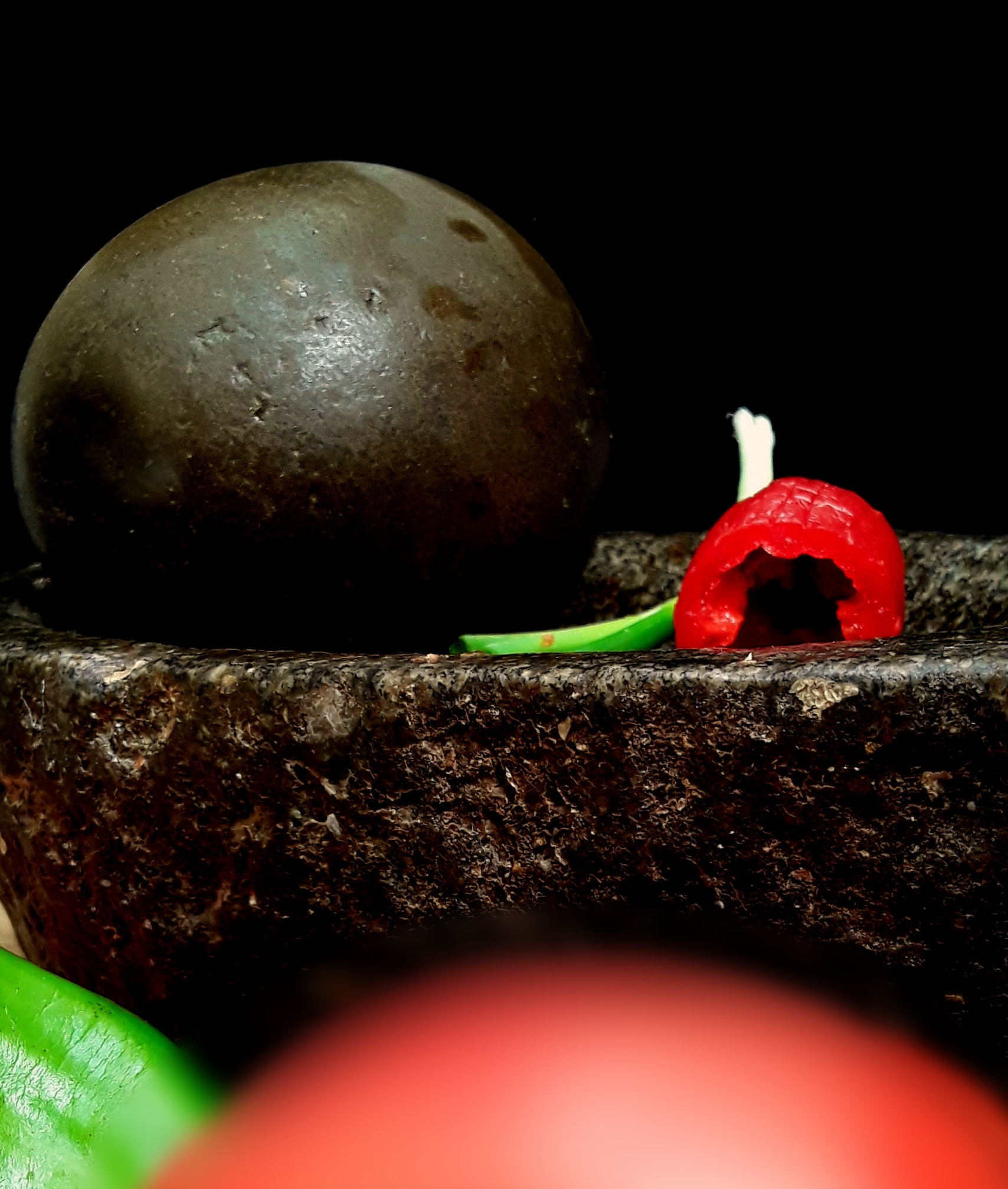
Preparación de la Llajua en batán

La llajua (voz de origen aimara y quechua), también llamada llasjua, yasgua y llasgua, es una salsa picante preparada básicamente con ajíes tales como: locoto, ulupica o kitucho/kumbarí /"putita" y tomate. Se consume en Bolivia, especialmente en el occidente del país, en el norte de Argentina  y en el Norte Grande de Chile, Arica e Iquique. Se han encontrado restos arqueológicos que evidencian que una salsa igual o similar a la llajwa ya era consumida en la zona que actualmente es La Falda-Tilcara, en la provincia argentina de Jujuy, en el periodo hispano-indígena (es decir, en asentamiento indígenas no colonizados, en tiempo en que se iniciaba la colonización de América).

## Preparación
Se la prefiere preparada en un batán (piedra de moler) piedra que se encuentra en las Canteras de Bolivia o, en su ausencia, en una licuadora. En algunas zonas, cuando se utilizan ajíes rojos o amarillos en lugar de locoto, estos también se muelen en el batán, pero en vez del morok'o se usa el mortero. Al contrario de lo que sucede con los locotos y el tomate, la licuadora no tritura totalmente los ajíes secos y, por tanto, no se recomienda su utilización.

## Historia
El empleo del picante en la cocina del continente americano data de antes de la Colonia, pero el desarrollo de la llajua como salsa corresponde al siglo XVII. Los pueblos originarios desarrollaron unas técnicas culinarias en las que combina los alimentos de sabor fuerte y débil; dulce y salado; los frescos y cálientes.
Primero fue de locoto puro, más tarde se le añadió el tomate y posteriormente, en algunas regiones, se optó también por incluir la kirquiña.[cita requerida] Aparece alrededor del siglo XIX en algunos libros de cocina boliviana. También se cree que su origen está en la región del altiplano porque ayuda a combatir al frío de la región.
Restos arqueológicos encontrados en el cementerio de La Falda-Tilcara (Jujuy), del período hispano-indígena o período colonial temprano,  revelaron la presencia de restos de comidas de la zona, como de ají que en palabras de los investigadores : ...se encuentra dentro de una pequeña vasija, junto a una cuchara de madera en perfectísimo estado de conservación en su interior nos permite suponer que se hallaría preparado en una forma similar a la tradicional “llajua” o “llajwa”.
Un uso tradicional es para untar papas cocidas en su cáscara (papa wayk'u en quechua). En las ciudades, pequeños carritos de comida rápida la tienen disponible para sus clientes. Cuando se compra comida para llevar, se le acompaña con bolsitas caseras de llajua. Ha sido incorporada en bufetes internacionales y en el menú de McDonald's y Burger King en Bolivia. Versiones industrializadas no han sido comercializada con éxito en Boliva, donde se la prepara diariamente en forma doméstica.

## Variedades
Según la región, la llajua puede contener como ingrediente base locoto, ají verde o ají amarillo. A veces se le agrega cebollas o una de dos hierbas aromáticas cultivadas especialmente para este propósito: la killkiña en Cochabamba, y la wakataya en Sucre específicamente y otros valles de Bolivia.

### La clásica
En los departamentos del occidente boliviano, el locoto (verde o rojo), tomate, sal, y en algunos casos una hierba aromática, son los productos base para elaborar la llajua. La diferencia entre La Paz, Oruro y Potosí, es que en cada región usan diferentes hierbas aromáticas para darle un sabor diferente. Puede ser wakataya, el suyku y kirquiña. 

### De hierbas y cebolla
En Cochabamba y otras regiones de los valles centrales como el norte de Chuquisaca, los comensales degustan más de la llajua cuando está molida, además, con ajíes verdes (sin semilla), ramitas de perejil, kirquiña y hierbabuena. Una vez que todo está molido en el batán, se coloca la Llajua en un recipiente de barro (para que se mantenga fresco) y se pica en él cebolla blanca, en finos cuadraditos. Es preferible que se consuma en el día.

### De ulupica y aribibi
En otras regiones como el oriente, en vez de locoto se prepara con la ulupica o el aribibi (frutos picantes y pequeños).

### De maní y ají amarillo
Es más usado con las empanadas  tucumanas y para aderezar. Se muele el maní y el ají amarillo seco; la cantidad será de acuerdo al picante que quiera (ambos por separado). Luego se hace cocer los dos productos en una olla pequeña con sal y aceite. La cocción debe durar unos 45 minutos. Se puede colocar encima de la comida u ofrecerlo en un recipiente hecho de barro.

## Zonas geográficas

### En Argentina
Existe evidencia del consumo de ají en estudios arqueológicos realizados, que dan cuenta que ya se consumía en la época hispano-indígena. De forma contemporánea esta salsa es consumida en todo el norte del país, principalmente en las provincias de Salta, Tucumán y Jujuy. A veces, en el norte argentino, a la llasgua (que es una mezcla de tomate,cebolla y ají locoto) también se le llama "chimichurri picante", aunque en otras zonas de Argentina se utiliza este nombre para llamar a una salsa muy diferente. 
Hoy en día, la yasgua, llasgua, llasjua o llajua se consume en Salta,Tucumán y Jujuy (y zona aledañas de las provincia colindantes). Esta salsa es especialmente apreciada en la zona andina de esta región de Argentina. La yasgua es utilizada allí para acompañar la carne, las empanadas (de la región), el asado y otras comidas típicas; incluso sirve para acompañar al locro, de la misma manera que la salsa llamada quiquirimichi.

### Bolivia

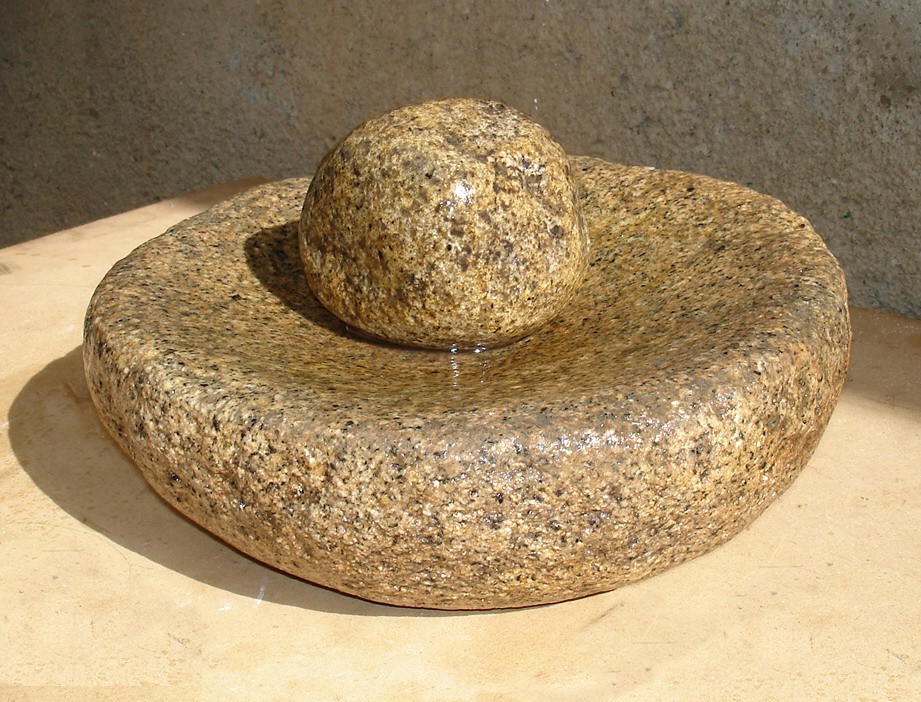
Batán para la preparación de llajwa.

La llajwa boliviana, una salsa picante y refrescante, es un componente esencial de la rica tradición culinaria de Bolivia. Con profundas raíces en la cultura andina, esta salsa versátil se ha convertido en un símbolo de la identidad gastronómica del país. En esta introducción, exploraremos la llajwa boliviana en detalle, desde su historia hasta su preparación, y cómo se ha convertido en un elemento esencial en la mesa de los bolivianos.

##### Orígenes Históricos y Culturales
La llajwa, cuyo nombre proviene del idioma quechua y aimara, es una salsa que ha sido parte integral de la dieta boliviana durante siglos. Aunque sus orígenes exactos son difíciles de rastrear, se sabe que la receta ha evolucionado a lo largo del tiempo a medida que diversas culturas y regiones del país han dejado su huella en esta deliciosa creación culinaria.
La influencia de las culturas indígenas andinas es evidente en la llajwa, ya que los ingredientes principales, como los locotos (pimientos picantes) y las hierbas frescas, tienen profundas raíces en la tradición indígena. Los locotos, en particular, son una parte esencial de la dieta andina y se han utilizado durante siglos para dar sabor y picante a los platos locales.

#### Altiplano
En la región del altiplano boliviano, el locoto (verde o rojo), tomate, sal, y en algunos casos una hierba, son los productos base para elaborarla. La diferencia entre La Paz, Oruro y Potosí es que en cada región usan diferentes hierbas aromáticas para darle un sabor diferente. Puede ser wakataya, el suyku y kirquiña. En los restaurantes, le aumentan unas gotas de aceite. La que no es sólo de locoto se le llama jallpawayka (del aimara jallpa: 'molido' y wayka: ‘ají’ o 'fugaz').

#### Cochabamba
En la ciudad de Cochabamba y otras regiones de los valles interandinos se prefiere la llajua molida con ajíes verdes (sin semilla), ramitas de perejil, killkiña y hierbabuena. Una vez que todo está molido en el batán, se coloca la llajua en un recipiente de barro para que se mantenga fresco y se pica en él cebolla blanca, en finos cuadraditos. Es preferible que se consuma en el día. También hay de distintas clases según la comida que acompañe. Para una phiri de quinua la llajua es de locoto verde, con cebolla picada. Para las lawas, de locoto, ají o uchu en vaina.

#### Sucre
En Sucre, la capital de Bolivia, se usa locoto o ají cumbaro (rojo o verde) y tomate. Se puede moler con perejil o wakatea wakataya o cebolla, En sucre nunca se utilizó kirquiña.
También existe la uchu llajua, que está hecha por las semillas del ají rojo; esta tiene que ser molida en un batán con un poco de agua sin tomate. Se la consume preferentemente con un plato de carne asada llamada sullka.

### En Chile
En el Norte Grande de Chile, Arica e Iquique, se sirve una salsa como la llajua, pero recibe el nombre de pebre, nombre que en el resto de Chile se usa para una salsa bastante diferente.